# Джані Гурдіт Сінгх
Джані Гурдіт Сінгх (24 лютого 1923 — 17 січня 2007) — індійський журналіст, письменник, редактор журналу.

## Біографія
Джані Гурдіт Сінгх народився в селі Мітевал у штаті Пенджаб, Індія. Його вважали одним із найвидатніших сучасних пенджабі письменників. Він був журналістом-новатором, редактором Parkash 947—1978. Він також був редактором щомісячного журналу про історію сикхів та божественність (з 1973—1988). Джані Ґурдіт Сінгх закінчив Пенджабський університет у Лахорі як «Джіані» в 1945 році та спеціалізувався на літературі, богослов'ї, історії та фольклорі. Був членом Законодавчої ради Пенджабу з 1956 по 1962 рік. Сприяв дебатам того часу та створенню Пенджабського університету в Патіалі та визнанню Тахта Шрі Дамдама Сахіба, Талванді Сабо, 5-м Тахтом сикхів. Він був генеральним секретарем Комітету Сінгх Сабха Шатабаді, Амрітсар, перейменованого на Кендрія Шрі Гуру Сінгх Сабха. Як редактор журналу зосереджувався на питаннях, важливих для сикхів.

## Літературно-дослідницька робота
Письменник створив картину культурного життя Пенджабу, точніше, регіону Малва. З 29 розділів і 12 коментарів критиків, 480-сторінкова книга проводить своїх читачів через життя, звичаї, народні пісні та пори року, використовуючи низку близьких персонажів, які знаходять відгук у людей, пов'язаних із сільським життям.
- Відредагував 50 книг зі вступними есе.
- 2003 Ітіхаас Шрі Гуру Грант Сахіб: Мундавані (Історія Гуру Грант Сахіба: Мундавані)
- 2000 Ітіхаас Шрі Гуру Грант Сахіб: Бхагат Бані (Історія Гуру Грант Сахіба: Бхагат Бані, друге видання)
- 1995 Mera Pind (Моє село), суттєво змінене та розширене видання з п'ятьма новими розділами
- 1990 Ithas Sri Guru Granth Sahib, Bhagat Bani Bhag (History of Sri Guru Granth Sahib)
- 1987 Punjabi Jiwan te Sabhyachar (панджабське життя та культура)
- 1971 Пенджаб Діан Лок Каханян (Народні казки Пенджабу, у трьох томах, на 834 сторінках)
- 1967 Mera Pind da Jiwan (Життя мого села)
- 1965 р. Тахт Шрі Дамдама Сахіб (звіт про дослідження)
- 1961 Bhat te Unhan di Rachna (Бхати та їх створення)
- 1961 Mera Pind (Моє село)
- 1960 Tith Tihar (урочистості та фестивалі)
- 1960 Reetan te Rewaj
- 1960 Mere Pind di Rup Rekha (Facets of my Village)
- 1960 Viah Dian Rasma (Звичаї шлюбу)
- 1955 Achchoh Sikhran (Unattainable Paradigms, збірка віршів)
- 1954 Bhavan de Desh (Емоційні послання, збірка віршів)
- 1950 Амарнама (відредаговано)
- 1945 Raag Mala di Asliat (Реальність Raag Mala)
- 19-- Наван Пенджаб
- Anandpur Sahib di Sahit nu Dein (Внесок Анандпура Сахіба в літературу)

## Відзнаки
- Пенджабі Сахіт Широмані Пураскар, Департамент мов, Пенджаб, 2006.
- Вшанований вождем Халса Діваном, Амрітсар на святкуванні сторіччя. 2003 рік
- Премія С. Картара Сінгха Дхалівала від Punjabi Sahitya Akademi, Лудхіана, 2000
- Призначений Гурмат Ачар'я Комітетом Широмані Гурдвара Прабхандак, Амрітсар у 1991 році
- Премія ЮНЕСКО з пенджабської літератури за книгу Mera Pind da Jiwan у 1967 році
- Премія ЮНЕСКО з пенджабської літератури за книгу Tith Tihar у 1960 році

## Новини
- 25 лютого 2008 р. — випущена книга про Джані Гурдіт Сінгх
- 17 січня 2007 року — Джані Гурдіт Сінгх помер
- 20 жовтня 2006 р. — Джані Гурдіт Сінгх Джі нагородив Пенджабі Сахіта Широмані Пураскара
- 3 червня 2005 р. — відомий Мера Пінд Гурдіт Сінгх висловлює занепокоєння з приводу вестернізації молоді
- 14 березня 2005 р. — «Збережіть мову, щоб врятувати панджабі культуру»
- 15 серпня 2004 р. — Mera Pind: жартівлива подорож доріжкою спогадів